# Statut hlavního města Prahy
Statut hlavního města Prahy je obecně závazná vyhláška, kterou Praha na základě zákona o hlavním městě Praze upravuje své vnitřní poměry. Hlavní město Praha tak fakticky je statutárním městem, třebaže nepodléhá obecnému zákonu o obcích. Statut města upravuje zejména vztah mezi městem a městskými částmi a zásady hospodaření.  

## Zákonné zmocnění
Po zániku komunistického režimu vyhlásila Česká národní rada zákon o hlavním městě Praze (418/1990 Sb.). Ten v § 20 stanovil, že hlavní město Praha přijme svůj statut. Povinně musel statut stanovit vzájemné vztahy mezi orgány hlavního města a orgány městských částí, rozsah majetku hlavního města svěřeného městským částem, podmínky jeho odejmutí a způsob rozdělení náhrady nákladů, které městským částem vzniknou plněním úkolů v přenesené působnosti. Statut dále mohl svěřit městským částem podíl na výkonu samostatné působnosti hlavního města Prahy nad rozsah stanovený zákonem, postoupit některé úkoly přenesené působnosti náležející podle zákona hlavnímu městu Praze městským částem nebo přenést některé úkoly přenesené působnosti náležející podle zákona městské části na jinou městskou část či určit městské části, které budou některé úkoly přenesené působnosti vykonávat i pro jiné městské části. 
Nyní zmocnění a povinnost k vydání Statutu hlavního města Prahy ve formě obecně závazné vyhlášky a základní požadavky na jeho obsah stanoví § 17 zákona o hlavním městě Praze č. 131/2000 Sb. 
Podle § 17 a podle § 11 odst. 2 zákona o hlavním městě Prahy je to Statut HMP, co vymezuje výčet a území městských částí, a to za podmínek stanovených následujícími odstavci § 11. Podle § 13 zákona stanoví Statut HMP též názvy městských částí. 
Podle § 2 až 4  Statut HMP společně se zákony stanoví rozsah úkolů patřících do samosprávy městských částí, postavení městských částí, postavení a působnost jejich orgánů, podmínky hospodaření s vlastním rozpočtem městských částí. Zákon vymezuje, které působnosti může hlavní město Statutem svěřit městským částem. Podle § 4 zákona může zákon nebo Statut HMP některým městským částem svěřit výkon správy přenesené působnosti, kterou zákony svěřují orgánům obec, obcí s pověřeným obecním úřadem nebo obcí s rozšířenou působností, a vytvořit z nich tak správní obvod (viz též § 32 zákona). Podle § 17 stanoví statut též záležitosti, které se svěřují do samostatné a přenesené působnosti městských částí nad rozsah stanovený zákonem. 
Statut má stanovit též vzájemnou součinnost mezi orgány hlavního města Prahy a orgány městských částí, způsob projednání návrhů obecně závazných vyhlášek a nařízení hlavního města Prahy s městskými částmi a způsob jejich vyhlášení v městských částech, způsob projednání územně plánovací dokumentace hlavního města Prahy a programu rozvoje hlavního města Prahy s městskými částmi. 
Statut stanoví, který majetek hlavního města Prahy se svěřuje do správy městským částem nebo se jim odejímá, a rozsah oprávnění městských částí při nakládání s tímto majetkem. Podle § 19 zákona lze městským částem svěřit do správy věci z majetku hlavního města Prahy, které se nacházejí na jejich území anebo mimo území hlavního města Prahy, ale nelze jim svěřit do správy věci na území jiné městské části. 
Podle § 17 zákona stanoví statut způsob projednání návrhu rozpočtu hlavního města Prahy a městských částí a závěrečného účtu hlavního města Prahy a městských částí a výsledků jejich hospodaření a zdroje peněžních příjmů městských částí a druhy výdajů v souvislosti s plněním úkolů v samostatné a přenesené působnosti. 
Návrhy statutu a jeho změn musí podle zákona být projednány s městskými částmi a návrhy a připomínky městských částí k projednávaným změnám statutu musí projednat zastupitelstvo hlavního města Prahy.

## Historie
Po roce 1990 nebyl Statut hlavního města Prahy ucelený, ale vyhlášky upravující záležitosti spadající do statutu byly vydávány jednotlivě a nadepisovány jako části statutu. Takto byly vydány: 
- Statut hlavního města Prahy – I. část, 9/1991 Sb. HMP (samostatná i přenesená působnost) (pod tímto číslem vyhlášky však je v magistrátním informačním systému vedena zcela jiná vyhláška)
- Statut hl. m. Prahy – II. část, 16/1991 Sb. HMP, o svěření majetku hl. m. Prahy městským částem (samostatná působnost, desítky novelizací, zrušen Statutem hlavního města Prahy v oblasti majetku hlavního města Prahy 76/1996 Sb. HMP)
- Statut hl. m.  Prahy – III. část, 17/1991 Sb. HMP (samostatná působnost)
- Statut hl. m.  Prahy – IV. část, 21/1991 Sb. HMP (samostatná i přenesená působnost, doplnění II. části)
- Statut hl. m.  Prahy – V. část, 2/1992 Sb. HMP ve znění vyhlášky č. 17/1993 Sb. HMP (přenesená působnost)
- Statut hl. m.  Prahy – VI. část, 4/1992 Sb. HMP (přenesená působnost)
- Statut hl. m.  Prahy – VII. část, 11/1992 Sb. HMP (samostatná působnost, novelizuje I. část, 7× novelizována)
- Statut hl. m.  Prahy – VIII. část, 12/1992 Sb. HMP ve znění vyhlášky č. 5/1993 Sb. HMP, vyhlášky č. 11/1993 Sb. HMP a vyhlášky č. 17/1993 Sb. HMP (přenesená působnost)
- Statut hl. m.  Prahy – IX. část, 17/1992 Sb. HMP (přenesená působnost)
- Statut hl. m.  Prahy – X. část, 4/1993 Sb. HMP (samostatná působnost)
- Statut hl. m.  Prahy – XI. část, 5/1993 Sb. HMP (přenesená působnost)
- Statut hl. m.  Prahy – XIII. část, 11/1993 Sb. HMP (novelizace VIII. části) (přenesená působnost)
- Statut hl. m.  Prahy – XIV. část, 21/1993 Sb. HMP (přenesená působnost)

S účinností od 1. ledna 1995 byl vydán pod číslem 38/1994 Sb. HMP jednotný Statut hlavního města Prahy v přenesené působnosti (úplné znění vyhlášeno též pod číslem 23/1997 Sb. HMP). Poté byl po číslem 76/1996 Sb. HMP vydán Statut hlavního města Prahy v oblasti majetku hlavního města Prahy. Ten byl mnohokrát novelizován a nedlouho poté zrušen zahrnutím do nové vyhlášky, která nesla název Statut hlavního města Prahy v samostatné působnosti (vyhláška č. 12/1999 Sb. HMP). Samostatnými vyhláškami byly až do roku 2001 též vyhláška o rozpočtu (13/1993 Sb. HMP, novelizovaná vyhláškou 13/1999 Sb. HMP), vyhláška o územním členění hlavního města Prahy (12/1994 Sb. HMP ve znění 5 novelizačních vyhlášek) a vyhláška o hospodaření s majetkem hlavního města Prahy (23/1994 Sb. HMP ve znění dvou novelizací). Tyto vyhlášky byly v roce 2001 nahrazeny jediným jednotným statutem.

## Aktuální statut
Současný statut, účinný od 1. července 2001, je označen jako obecně závazná vyhláška č. 55/2000 Sb. hl. m. Prahy, kterou se vydává Statut hlavního města Prahy. Bývá častokrát novelizován, přibližně desetkrát ročně – většinu novelizací představují změny vymezení majetku svěřeného městským částem do správy.  
První část vyhlášky stručně odkazuje na přílohu číslo 1, kterou je seznam městských částí s názvy a územním vymezením. 
Druhá část vyhlášky upravuje působnost městských částí. Přílohou číslo 2 výčet pravomocí svěřených nad rozsah stanovený zákonem městským částem do samostatné působnosti a přílohou číslo 3 do přenesené působnosti. § 4 vyhlášky vyjmenovává městské části, kterým statut svěřuje oproti ostatním městským částem rozšířenou působnost. Na 22 vyjmenovaných městských částí (číslované městské části Praha 1 až Praha 22) vztahuje působnosti uvedené v části A přílohy č. 4. Městským částem Praha 11 až Praha 22 svěřuje působnosti uvedené v části B přílohy č. 4. Městským částem Praha 16 až Praha 22 svěřuje působnosti uvedené v části C přílohy č. 4. V § 4 vyhlášky je dále vymezeno 22 správních obvodů pro tyto působnosti.
Třetí část vyhlášky stanoví podmínky pro hospodaření hlavního města i městských částí, tedy pro rozpočet a závěrečný účet, pro zdroje a výdaje městských částí, podmínky hospodaření městských částí, způsob vedení účetnictví atd. 
Čtvrtá část vyhlášky se zabývá majetkem hlavního města Prahy, který je svěřen do správy městským částem. 
Pátá část upravuje způsob projednávání předpisů (vyhlášek a nařízení) hlavního města s městskými částmi a způsob jejich vyhlašování v městských částech. Šestá část upravuje projednávání územně analytických podkladů a územně plánovací dokumentace s městskými částmi. Sedmá část upravuje součinnost mezi orgány hlavního města Prahy a orgány městských částí, zejména kontrolní působnost městských orgánů nad hospodařením městských částí, vzájemné postupování stížností a petic mezi městem a městskými částmi, koncepci informačních systémů, koncepci rozvoje atd.